# 陈耀中
陈耀中（1949年1月—），台湾澎湖人，汉族，中华人民共和国政治人物，厦门市政协副主席，全国台联副会长，福建省台联会长，中国共产党党员，第十一届全国人民代表大会台湾地区代表。

## 生平
毕业于福建省广播电视大学中文系中文专业。2008年起担任全国人大代表。